# دخل المزرعة
في السياسة الزراعية للولايات المتحدة، تستخدم إجراءات عديدة لقياس دخل المزرعة على مدار فترة زمنية محددة.
- إجمالي الدخل النقدي هو مجموع كل الإيصالات من بيع المحاصيل والماشية والمنتجات والخدمات المرتبطة بالمزرعة إلى جانب جميع صور المدفوعات المباشرة من الحكومة.
- إجمالي دخل المزرعة هو نفس إجمالي الدخل النقدي مع إضافة الدخل غير المالي، مثل قيمة الاستهلاك المنزلي للطعام المنتج ذاتيًا وإجمالي القيمة الإيجارية المتعلقة بمنازل المزرعة.
- صافي الدخل النقدي هو إجمالي الدخل النقدي مع طرح جميع النفقات النقدية كتلك الخاصة بالعلف والبذور والأسمدة والضرائب العقارية والفوائد على الديون وأجور العمالة المستأجرة والعمالة المتعاقدة والأجرة المدفوعة لملاك الأراضي غير المشاركين في التشغيل.
- صافي دخل المزرعة هو إجمالي دخل المزرعة مع طرح النفقات النقدية والنفقات غير النقدية، مثل استهلاك رأس المال والمتطلبات الأساسية للعمالة المستأجرة ونفقات أسرة المزرعة. وهو مقياس بعيد المدى لقدرة المزرعة على الاستمرار كعمل تجاري قابل للتطبيق ومدر للدخل.
- صافي الدخل النقدي هو مقياس على المدى القصير للتدفق النقدي.

## دخل المزرعة وبيان الميزانية
يعمل بيان الدخل على قياس مدى ربحية العمل التجاري لأية مزرعة لفترة زمنية معينة، وعادةً ما تكون عامًا واحدًا. أما بيان الميزانية فيقيس مدى ثراء الوضع المالي للعمل التجاري في نقطة زمنية معينة من خلال إعداد تقرير بأصول المزرعة وديونها وقيمتها الصافية.
تنشر خدمة الأبحاث الاقتصادية بيان الدخل وبيان الميزانية لـ قطاع المزارع بالدولة لها، وكذلك البيان المالي لقطاع المزارع لكل ولاية.